# Jörg Ganzenmüller
Jörg Ganzenmüller (* 8. Dezember 1969 in Augsburg) ist ein deutscher Historiker.

## Leben
Jörg Ganzenmüller machte sein Abitur am Gymnasium bei St. Anna in Augsburg. Er studierte von 1992 bis 1999 Neuere und Neueste Geschichte, Osteuropäische Geschichte und Wissenschaftliche Politik an der Universität Freiburg. Anschließend war er bis 2004 wissenschaftlicher Mitarbeiter am dortigen Lehrstuhl für Neuere und Osteuropäische Geschichte. 2003 wurde er bei Gottfried Schramm mit der Arbeit Das belagerte Leningrad. Eine Großstadt in der Strategie von Angreifern und Verteidigern promoviert. Nach Ganzenmüllers Forschungsergebnissen sind die Ursachen und Bedingungsfelder, denen 1941 bis 1944 ungefähr eine Million Menschen im von der Wehrmacht belagerten Leningrad zum Opfer fielen, im Kontext eines von der deutschen Führung geplanten Vernichtungskrieges und Hungerplans zu verorten. In der Zeit nannte er die Leningrader Blockade einen stillen Völkermord.
Von 2004 bis 2010 war Ganzenmüller wissenschaftlicher Mitarbeiter am Lehrstuhl für Osteuropäische Geschichte der Friedrich-Schiller-Universität Jena. Im Rahmen eines Förderstipendiums am Historischen Kolleg in München 2008/2009 forschte er zum Thema Russische Staatsgewalt und polnischer Adel und habilitierte sich 2010 mit einer Studie dazu an der Universität Jena. Von 2010 bis 2014 vertrat er den Lehrstuhl von Joachim von Puttkamer für Osteuropäische Geschichte an der Universität Jena. Seit Dezember 2014 ist Jörg Ganzenmüller Vorstandsvorsitzender der Stiftung Ettersberg, die der wissenschaftlichen Forschung zu Entstehung, Erscheinungsformen und Überwindung von Diktaturen in Europa, insbesondere der SED-Diktatur, dient. Seit 2017 ist er zudem Inhaber der Professur für Europäischen Diktaturenvergleich an der Universität Jena.
Ganzenmüller ist Sprecher des BMBF-Forschungsverbundes „Diktaturerfahrung und Transformation: Biographische Verarbeitungen und gesellschaftliche Repräsentationen in Ostdeutschland seit den 1970er Jahren“, des Graduiertenkollegs „Die DDR und die europäischen Diktaturen nach 1945. Soziale Integration und politische Repression in vergleichender und verflechtungsgeschichtlicher Perspektive“ an der Friedrich-Schiller-Universität Jena sowie der Arbeitsgemeinschaft Gedenkstätten zur Diktatur in SBZ und DDR. Von 2018 bis 2021 war er stellvertretender Vorsitzender des Wissenschaftlichen Beratungsgremiums des Bundesbeauftragten für die Unterlagen des Staatssicherheitsdienstes der ehemaligen Deutschen Demokratischen Republik (BStU). Er ist Mitglied in zahlreichen Beiräten, u. a. dem Beirat Gesellschaftliche Aufarbeitung in der Bundesstiftung zur Aufarbeitung der SED-Diktatur und dem Wissenschaftlichen Beirat der Gedenk- und Begegnungsstätte Leistikowstraße in Potsdam.
Forschungsschwerpunkte von Jörg Ganzenmüller sind die nationalsozialistische Vernichtungspolitik im Zweiten Weltkrieg, der Stalinismus in der Sowjetunion, die Erinnerung an Krieg und Diktatur im östlichen Europa, der europäische Diktaturenvergleich sowie die russisch-polnischen Beziehungen vom 18. bis zum 20. Jahrhundert.

## Schriften (Auswahl)
- Das belagerte Leningrad 1941 bis 1944. Die Stadt in den Strategien von Angreifern und Verteidigern (= Krieg in der Geschichte. Bd. 22). Schöningh, Paderborn [u. a.] 2005, ISBN 3-506-72889-X; 2. Auflage 2007, ISBN 978-3-506-72889-0.
- Nebenkriegsschauplatz der Erinnerung. Die Blockade Leningrads im Gedächtnis der Deutschen. In: Osteuropa. Bd. 55, Heft 4–6, 2005, S. 135–147.
- mit Beate Fieseler (Hrsg.): Kriegsbilder. Mediale Repräsentationen des Großen Vaterländischen Krieges. Klartext, Essen 2010, ISBN 978-3-8375-0094-3 (= Veröffentlichungen zur Kultur und Geschichte im östlichen Europa, Bd. 35).
- Stalins Völkermord? Zu den Grenzen des Genozidbegriffs und den Chancen eines historischen Vergleichs. In: Sybille Steinbacher (Hrsg.): Holocaust und Völkermorde. Die Reichweite des Vergleichs. Campus, Frankfurt a. M./New York 2012, ISBN 978-3-593-39748-1, S. 145–166.
- Russische Staatsgewalt und polnischer Adel. Elitenintegration und Staatsausbau im Westen des Zarenreiches (1772–1850) (= Beiträge zur Geschichte Osteuropas. Bd. 46). Böhlau, Köln/Weimar/Wien 2013, ISBN 978-3-412-20944-5.
- mit Raphael Utz (Hrsg.): Sowjetische Verbrechen und russische Erinnerung. Orte – Akteure – Deutungen. De Gruyter/Oldenbourg, München 2014, ISBN 978-3-486-74196-4.
- mit Raphael Utz (Hrsg.): Orte der Shoah in Polen. Gedenkstätten zwischen Mahnmal und Museum (= Europäische Diktaturen und ihre Überwindung. Bd. 22), Böhlau, Köln/Weimar/Wien 2016, ISBN 978-3-412-50316-1.
- (Hrsg.): Recht und Gerechtigkeit. Die strafrechtliche Aufarbeitung von Diktaturen in Europa (= Europäische Diktaturen und ihre Überwindung. Bd. 23), Böhlau, Köln/Weimar/Wien 2017, ISBN 978-3-412-50548-6.
- (Hrsg.): Europas vergessene Diktaturen? Diktatur und Diktaturüberwindung in Spanien, Portugal und Griechenland (= Europäische Diktaturen und ihre Überwindung, Bd. 24), Böhlau, Köln/Weimar/Wien 2018, ISBN 978-3-412-50909-5.
- (Hrsg.): Verheißung und Bedrohung. Die Oktoberrevolution als globales Ereignis (= Europäische Diktaturen und ihre Überwindung, Bd. 25), Böhlau, Köln/Weimar/Wien 2019, ISBN 978-3-412-51124-1.
- (Hrsg.): Jüdisches Leben in Deutschland und Europa nach der Shoah, Böhlau, Köln/Weimar/Wien 2020, ISBN 978-3-412-51908-7.